# Battaglia di Spicheren
La battaglia di Spicheren, nota anche come battaglia di Forbach, fu una battaglia combattuta il 6 agosto 1870 durante la guerra franco-prussiana. Essa si svolse presso la città di Spicheren, dove le forze francesi del generale Charles Auguste Frossard dovettero affrontare ripetuti assalti nemici tesi a forzare le proprie posizioni difensive.

## Antefatti
La battaglia non fu voluta da von Moltke, il quale desiderava invece trattenere l'armata di Frossard e Bazaine sulla riva sinistra della Saar con la sua forza migliore, ovvero l'armata di Federico Carlo di Prussia, per poi cogliere nel sacco i francesi con i 40 000 uomini di Steinmetz che avrebbero passato il fiume a Saarlouis e colpito i due corpi d'armata sul fianco e alle spalle. Von Moltke era alla ricerca di uno scontro decisivo e lo avrebbe trovato, qualora Steinmetz non avesse agito di propria iniziativa. Il comandante prussiano avrebbe voluto impiegare l'intera propria forza, costituita da tre armate e spingerla contro l'armata del Reno comandata da Napoleone III al fine di distruggerla. Il suo piano apparve simile a quello del 1866 e consisté nel "cercare le principali forze del nemico e attaccarle, dovunque esse si fossero trovate".
Dopo il successo di Saarbrücken, Napoleone e Leboeuf avevano progettato un'avanzata e la presa di possesso di Saarlouis da parte del IV corpo d'armata. Ma per Ladmirault questo movimento appariva impossibile, in considerazione dei pericolosi movimenti prussiani nella regione. L'occupazione di Saarlouis fu annullata e il IV corpo si recò alle spalle di Saarbrücken sotto il comando di Bazaine. I generali Lebrun Ladmirault, Failly e Frossard assieme alle proprie truppe avevano avviato una serie di manovre tese a concentrare gli uomini su posizioni difensive. Ma la strategia di attesa dei francesi fu subito messa da parte quando giunsero notizie dell'iniziativa tedesca scattata sulla Lauter il 4 agosto: il quartier generale francese rivoluzionò i propri piani e optò celermente per un atteggiamento offensivo, puntando ad anticipare il completamento delle operazioni di organizzazione e concentrazione delle truppe del Principe ereditario, ma ogni intenzione di prevenire le mosse prussiane dovette andare accantonata a favore di una definitiva teoria di difesa lungo la frontiera.
Il 5 agosto accadde però l'imprevisto: Steinmetz, al comando della prima armata prussiana, decise di dirigersi sulla nuova posizione di Frossard presso Spicheren, compromettendo i "bei piani" di Moltke e mettendo a rischio la stessa integrità del proprio schieramento. Il più piccolo degli eserciti prussiani, composto da 60 000 uomini, si trovò a bloccare la strada dell'armata principale e ad affrontare un'armata francese forte di 120 000 soldati.

## La battaglia
Mentre l'armata francese agli ordini di Patrice de MacMahon affrontava la terza Armata tedesca alla battaglia di Wœrth, la prima Armata tedesca di Steinmetz avanzò verso ovest da Saarbrücken, e attaccò il II Corpo d'armata francese di Frossard, attestato su posizioni fortificate tra Spicheren e Forbach.
A mezzogiorno del 6 agosto quando due brigate del generale von Kameke, appartenenti alla prima armata, dettero inizio al fuoco dei cannoni sulla posizione francese a Spicheren, la battaglia poté dirsi cominciata. I prussiani non avevano idea di avere attaccato un intero corpo d'armata. Bazaine intanto attendeva che l'attacco nemico su Saarbrücken si facesse serio per inviare rinforzi e in un primo momento non giunsero comunicazioni di pericolo da parte di Frossard. Verso le 17:30 Frossard annunciò a Bazaine di essere gravemente compromesso sul fronte delle alture alla destra del proprio schieramento e richiese manforte. Il maresciallo di Francia Bazaine avrebbe sostenuto negando la richiesta di Frossard: "Il professore è nei pasticci, e ci rimanga". La mattina successiva passò senza grossi scontri tra le due formazioni, fino a mezzogiorno quando Kameke riprese l'assalto contro le forze francesi sui fianchi e al centro, venendo agevolmente respinto dagli uomini di Laveaucoupet. Quest'ultimo tentò un'avanzata nel bosco di Gifert, ma dopo avere avanzato di poco dovette arrestarsi e rimanere sulle proprie posizioni.
Quando notizie rassicuranti raggiunsero i quartier generali tedeschi di Steinmetz e di Federico Carlo, questi diedero ordine di avanzare in massa verso Saarbrücken. Mentre le forze della prima armata convergevano sulla città da nord, quelle della seconda armata si apprestarono a farlo da nord-est. I tedeschi tentarono di penetrare attraverso la difesa naturale del bosco di Gifert e la zona di Rotherberg, poco prima di Spicheren, e di infrangere le posizioni francesi e ci riuscirono parzialmente prendendo possesso di ambo i luoghi verso le 17:00. Il contrattacco francese tuttavia vanificò gli sforzi tedeschi e verso le 6,00 l'ala destra tedesca appariva "in uno stato di collasso".  Dopo gli ultimi tentativi, infruttuosi, di spingere fuori definitivamente i prussiani da Rotherberg e dalla selva di Giferts, Laveaucoupet decise il ripiegamento intorno a Spicheren per dare riposo agli uomini e approvvigionarli in condizioni di maggiore sicurezza. Alle 7,30 Frossard decise lo sgombero di Forbach e la sua unica alternativa di ritiro si mostrò quella di prendere la direzione sud, verso Sarreguemines e le colline intorno Cadenbronn. Pur non essendosi piegato agli attacchi prussiani, Frossard abbandonando le proprie posizioni anche per il timore di un attacco che si sarebbe potuto verificare alle sue spalle, consegnò nelle mani del nemico il possesso di una solida linea di difesa e decretò il generale arretramento delle forze francesi, con tutte le conseguenze di perdite in rifornimenti e salmerie dei soldati che questo comportava.
Le perdite tedesche furono relativamente alte (circa 4 000), dovute alla mancanza di pianificazione, all'efficacia dei fucili Chassepot francesi e alla forte esposizione al tiro nemico.